# Relaciones Aruba-España
Las relaciones Aruba-España se refiere a las relaciones bilaterales entre el Reino de España y el país autónomo insular de Aruba. Las relaciones exteriores de Aruba se llevan a cabo principalmente a través del gobierno neerlandés. La jurisdicción del Consulado General de España en Ámsterdam cubre los Países Bajos y la demarcación consular para las islas caribeñas de Aruba, Bonaire y Curaçao. Además España tiene un viceconsulado honorario en Oranjestad, capital de Aruba. El vice consulado de España en Oranjestad es una de 21 representaciones extranjeras en Aruba, y una de las 21 representaciones extranjeras en Oranjestad. El vice consulado en Oranjestad es una de 511 representaciones diplomáticas y consulares de España en el mundo. La representación diplomática y consular de Aruba en España se lleva a cabo a través de la embajada de los Países Bajos en España.

## Relaciones históricas
Las islas Curazao, Aruba, Bonaire junto a las pequeñas Antillas fueron denominadas inicialmente por los españoles como Islas Inútiles, debido a la carencia de oro en ellas. A la llegada de los españoles Curazao, Aruba y Bonaire estaban pobladas por los caquetíos de la familia arawaka. 
Fueron descubiertas por Alonso de Ojeda, quien avistó Curazao (la llamó Isla de Los Gigantes) y desembarcó en Aruba en 1499, haciéndolas parte de su efímera Gobernación de Coquibacoa, otorgada por los reyes a espaldas de Cristóbal Colón. El 6 de junio de 1508 el rey nombró a Ojeda como gobernador de Nueva Andalucía, incluyendo a las tres islas. En 1513 la población de las tres islas fue trasladada a Santo Domingo para trabajar en las minas de cobre.
En 1519, a solicitud del factor o delegado de la Real Hacienda de Santo Domingo, Juan Martín de Ampués o Ampiés, los habitantes originarios de Curazao, Aruba, Bonaire y de la Tierra Firme cercana (a quienes denominaron guatiaos), fueron declarados "amigos de los españoles" por los padres jerónimos que gobernaban en Santo Domingo y se los preservó de expediciones esclavistas, ya que Ampués se impresionó por la inteligencia de los mismos al tomar contacto con ellos y quiso convertirlos al cristianismo.
En 1520 Ampués envió tres expediciones a las islas, devolviendo a Curazao a 25 indígenas capturados previamente, enviados en la primera expedición. En la segunda, llegaron a Aruba y a Curazao 6 españoles para intentar evangelizar a los indígenas y en la tercera llegaron un albañil y un carpintero para construir una misión. Ese año el virrey Diego Colón otorgó a Ampués una carta de mamparo para los indios de las islas Inútiles, mediante la cual los indígenas serían protegidos de la esclavitud y Ampués podría poblar las islas, como una especie de protector de las mismas.
Una cuarta expedición fue enviada en 1522 al mando de Gonzalo de Sevilla, quien estuvo un año y medio en las islas trabando amistad con los indígenas.
La Compañía Neerlandesa de las Indias Occidentales durante la guerra de los Ochenta Años, en una expedición al mando de Johannes van Walbeeck, conquistó Curazao en 1634 y Aruba y Bonaire en 1636, desalojando definitivamente a los españoles a pesar de la obstinada defensa que hicieron López de Moría y Juan Matheos. La reducida colonia española y casi toda la población de los indígenas arawacos, que se negaron a jurar obediencia a los Países Bajos, fueron expulsados y se refugiaron en las costas de Venezuela.

## Contribuciones culturales
Aruba tiene una fiesta conocida como el Día di San Juan (Día de San Juan). En ella, los arubeños se visten con una camisa roja y amarilla tradicional y un pantalón negro para representar el fuego durante el Día de la celebración de San Juan. Esta celebración proviene de una combinación de festivales de cosecha de los arahuacos precristianos y los trabajos de misioneros españoles para combinarlos con la celebración de San Juan. Aruba es uno de los países en el mundo que se divierte este día con el baile y el canto. Durante la celebración un cantante interpretará un tradicional "dera gai " (enterrar el gallo) mientras los participantes (actores) acompañan la canción con el tambor(bidón), el violín, y el instrumento local llamado wiri. Mientras ellos cantan, escogerán a alguien para tratar de golpear un gallo falso con sus ojos cerrados. Cuando la persona golpea al falso gallo, esto traerá un maravilloso olor. Este maravilloso olor viene de la fruta llamada Calabaza de peregrino.

## Idioma español en la isla
El país caribeño posee una gran cantidad de hispanohablantes. Según datos del censo de 2000, el español es la segunda lengua más hablada, tras el papiamento. Un 12,6% de sus habitantes lo utiliza como lengua materna. Sin embargo, si se considera el número total de hispanohablantes, la cifra aumenta a aproximadamente 93.500, lo que equivale al 85% de la población. De ese 85% solo 1/5 lo posee como lengua única. La cercanía de la isla a Venezuela la ha convertido al idioma español en imprescindible. En el sistema escolar su enseñanza es obligatoria a partir del quinto grado.